# Горбова Ольга Іванівна
Ольга Іванівна Горбова (нар. 15 липня 1907, Косів — пом. 29 березня 1989, Косів) — українська майстриня декоративного ткацтва; член Спілки радянських художників України. Дружина майстра декоративного ткацтва Петра Горбового.

## Біографія
Народилася 15 липня 1907 року в місті Косові (нині Івано-Франківська область, Україна). Упродовж 1923—1926 років працювала на підприємстві «Гуцульське мистецтво»; у 1927—1930 роках — в кооперативі «Союз промисловців Гуцульщини» в Косові; у 1930—1934 роках на фабриці килимів Фрейліха виготовляла портьєри, покривала; у 1935—1939 роках у приватній майстерні Кордецької виготовляла верети. Протягом 1959—1989 років — провідна майстриня народного художнього ткацтва у художньо-виробничих майстернях Художнього фонду УРСР. Померла в Косові 29 березня 1989 року.

## Творчість
Разом з чоловіком виготовляла верети, налавники, рушники, запаски, жіночі і дитячі ткані сумочки, диванні подушки, наволочки, накидки, скатертини, доріжки, тканини.
Використовуючи якості традиційних тканин Гуцульщини (особливості структур, фактур, орнаментального, композиційного і колористичного стилю), Горбова розробляла купонні тканини для одягу фольклорноетноґрафічних колективів. Із купонів були виготовлені спідниці, запаски, фартухи, кептарики, плаття. Також розробляла тканин для проведення урочистих громадських церемоній, наприклад, реєстрації шлюбу.
Брала участь у обласних, республіканських, всесоюзних і закордонних мистецьких виставках з 1929 року. Їхні тканини неодноразово експонувалися на промислових виставках у Косові (у 1935, 1987 роках) та за кордоном, зокрема у Познані у 1929 році, Москві у 1940 році, Києві у 1949, 1967 роках, Канаді у 1956 році, Івано-Франківську у 1960 році, Львові у 1964 році. Лауреатка Всесвітніх виставок у Брюсселі у 1958 році та Монреалі у 1967 році. Персональна виставка майстрині відбулася в Івано-Франківську 1979 році.
Вироби зберігаються у Національному музеї українського народного декоративного мистецтва у Києві, Музеї етнографії та художнього промислу у Львові, Івано-Франківському краєзнавчому музеї, Національному музеї народного мистецтва Гуцульщини та Покуття імені Йосафата Кобринського у Коломиї (33 роботи).